# Śląska Partia Socjalistyczna
Śląska Partia Socjalistyczna (ŚPS) – partia socjalistyczna w II RP. Założona 1 maja 1928 przez Józefa Biniszkiewicza na znak protestu przeciw głównonurtowej polityce Polskiej Partii Socjalistycznej. ŚPS popierała sanację i sprzeciwiała się sojuszowi pomiędzy PPS z niemieckimi partiami socjalistycznymi. Rozwiązana w 1930.